# Torre de agua de Haukilahti
La Torre de agua de Haukilahti (en finés: Haukilahden vesitorni)  se encuentra en Haukilahti en el sur de Espoo, Finlandia. La torre de agua fue construida en 1968 y es propiedad de obras hidráulicas de Espoo. El diámetro de la torre es 45,3 m y su volumen es de 4.000 m³. La altura de la torre es 45,3 m y desde el nivel del mar alcanza los 76,3 m. En la parte superior de la torre de agua hay un restaurante llamado Haikaranpesä ("nido de cigüeña"). Es un restaurante muy popular y muchos hombres de negocios y turistas van allí a comer. Una escena de la película finlandesa Musta jaa fue filmada en el restaurante.